# Bilen jezik
Bilen jezik (balen, belen, beleni, bilayn, bilein, bileno, bilin, bogo, bogos, sjeverni agaw; ISO 639-3: byn), afrazijski jezik iz Eritreje koji pripada, kao jedini, sjevernoj podskupini centralnokušitskih jezika. Njime govori 91 000 ljudi (2006.) u kraju oko grada Keren.
U upotrebi su i tigrinya [tir] kod kršćana, i tigré [tig] kod muslimana. Mlađa generacija miješa materinski i arapski. Piše se etiopskim pismom.

## Vanjske poveznice
- Ethnologue (14th)
- Ethnologue (15th)